# アルヌワンダ1世
アルヌワンダ1世（Arnuwanda I, ? - 紀元前1375年頃）は、ヒッタイトの大王。先王トゥドハリヤ1世が打ち立てた帝国は、彼の治世に衰退を迎えた。

## 事績
先王トゥドハリヤ1世と王妃ニカルマティ（Nikal-mati）の娘アシュムニカル（Ašmu-nikal）と結婚して婿養子となり、紀元前1400年頃に即位。しかし即位と同時に先王が従えた属国が次々と反乱を起こし、対処を迫られた。
西方では従属していたマッドゥワッタ（Madduwatta）がヒッタイト領の一部を奪った。彼はハットゥシャの敵と同盟を結び、他のヒッタイトの属国にも反乱を唆した。これに対してアルヌワンダは非難する使者を送ったのみで、攻撃しようとしなかった。攻撃する能力がなかったのか、する意思がなかったのいずれかは不明である。
また北方のカシュカ族がヒッタイトの中心地に侵入していたことは、アルヌワンダが太陽女神アリンナに対して行った告発の祈祷文書から明らかになっている。「ネリクの地、フルサマ、カスタマの地、セリサの地、ヒムワの地、タッガスタの地、カマンマの地・・・・でカシュカが神殿を略奪した」という。アルヌワンダは国境の部隊に指令を送ったが従われず、またカシュカの指導者と条約を結ぼうとしたが守られなかった。
イスワの地でも、パッフワの支配者ミダがヒッタイトとの従属条約を破った。文書にいう、「彼はパッフワに戻り誓いを破った・・・我が太陽を冒涜し、敵であるウサパの娘を妻に娶った」と。アルヌワンダはミダに隣接するヒッタイトの属国の支配者たちに、ミダを攻撃するよう指令した。ただのちにパッフワではなくミダ個人に敵意があることを表明している。
アルヌワンダはきわめて慎重であると同時に、精神的に不安定な大王であったと想像される。彼は陰謀を恐れ、たびたび配下の人々に忠誠の誓いを立てることを要求した。いかなる小さな動きも逐一報告され、記録された。また護衛隊の規則や、毎朝の市長によるハットゥシャ市の城門の開門に関する規則を定めた。しかし彼の治世末期にはヒッタイトはきわめて弱体化した。後世の人々は、彼の后アシュムニカルが天候神の怒りに触れる宗教的行為をしたためだとしている。アルヌワンダは紀元前1375年頃に死去し、トゥドハリヤ2世が継いだ。

## 文献
- Birgit Brandau, Hartmut Schickert: Hethiter Die unbekannte Weltmacht, Piper, ISBN 3492239781